# Garth Cooley
Garth Cooley (27 de junio de 1967) es un deportista estadounidense que compitió en taekwondo. Ganó una medalla de bronce en el Campeonato Panamericano de Taekwondo de 1994 en la categoría de –76 kg.

## Palmarés internacional
| Campeonato Panamericano | Campeonato Panamericano | Campeonato Panamericano | Campeonato Panamericano |
| Año                     | Lugar                   | Medalla                 | Categoría               |
| ----------------------- | ----------------------- | ----------------------- | ----------------------- |
| 1994                    | Heredia (Costa Rica)    | Medalla de bronce       | –76 kg                  |